# Gabriela Wolf
Gabriela Wolf (Gabriela Petra „Gaby“ Wolf; * 28. Oktober 1960 in Schwerte) ist eine ehemalige deutsche Langstreckenläuferin, die sich auf den Marathonlauf spezialisiert hatte.
Ihr Debüt hatte sie als 19-Jährige 1980 in Dülmen, wo sie eine Zeit von 2:51:32 h erzielte.
1982 wurde sie als Fünfte der Deutschen Meisterschaft im Marathon zusammen mit der LAV Dortmund Mannschaftsmeisterin und Dritte beim Frankfurt-Marathon in 2:41:29 h. Im Jahr darauf wurde sie bei der Meisterschaft als Dritte erneut Mannschaftsmeisterin und kam beim Frankfurt-Marathon in 2:38:56 h auf den fünften Rang. 1984 folgte bei der Deutschen Meisterin ein zweiter Platz, der dritte Mannschaftstitel in Folge und ein weiterer Leistungssprung beim Frankfurt-Marathon, bei dem sie Zweite in 2:34:41 h wurde.
Beim IAAF-Weltcup-Marathon 1985 stürzte sie bei Kilometer 25 und gab auf. Beim Berlin-Marathon wurde sie als beste Deutsche Vierte. 1986 wurde sie Siebte beim Houston-Marathon, Zweite bei der Deutschen Meisterschaft, Dritte beim Hamburg-Marathon, gewann den Rhein-Ruhr-Marathon und wurde Elfte beim New-York-City-Marathon. 1987 wurde sie Neunte beim IAAF-Weltcup-Marathon, siegte bei der Nacht von Borgholzhausen über 10 englische Meilen und kam bei den Leichtathletik-Weltmeisterschaften in Rom auf den 23. Platz.
Im Jahr darauf wurde sie Siebte beim Osaka Women’s Marathon in 2:34:32 h und Dritte beim Hamburg-Marathon in 2:31:56 h, womit sie gleichzeitig Dritte der Deutschen Meisterschaft wurde, und wiederholte ihren Sieg in Borgholzhausen. Bei den Olympischen Spielen in Seoul belegte sie den 27. Platz in 2:35:11 h.
1989 wurde sie Dritte beim Osaka Women’s Marathon in 2:31:45 h, gleichzeitig ihr persönlicher Rekord und die deutsche Jahresbestzeit. 1990 wurde sie als Gesamtsiegerin des Rotkreuz-Marathons in Karlsruhe Deutsche Marathonmeisterin in 2:36:47 h.
Nach einer Babypause kehrte sie 1992 ins Wettkampfgeschehen zurück, wurde Zweite beim Hannover-Marathon, siegte beim Hamburg-Marathon und wurde Neunte beim Tokyo International Women’s Marathon. Bei den Halbmarathon-Weltmeisterschaften in Newcastle/South Shields, die im Rahmen des Great North Runs stattfand, kam sie auf den 41. Platz. Nachdem sie im Jahr darauf ihren Titel in Hamburg verteidigt hatte und beim im Rahmen des San-Sebastián-Marathons ausgetragenen IAAF-Weltcup-Marathon auf Platz 20 gekommen war, beendete sie ihre Karriere.
Die gelernte Fachverkäuferin startete zunächst für die SG Eintracht Engste, von 1981 bis 1988 für die LAV Dortmund und schließlich für die LG Olympia Dortmund.

## Persönliche Bestzeiten
- 5000 m: 16:45,5 min, 10. Juli 1988, Essen
- 10.000 m: 34:38,15 min, 6. September 1986, Wetzlar
- Halbmarathon: 1:13:28 h, 20. September 1992, South Shields
- 25-km-Straßenlauf: 1:30:23 h, 16. November 1983, Griesheim
- Marathon: 2:31:45 h, 29. Januar 1989, Osaka